# Павлова, Наталья Евгеньевна (певица)
Павлова, Наталья Евгеньевна (род. 30 сентября 1982, Казань) — российская оперная певица, приглашённая солистка Мариинского театра, сопрано.

## Биография
Наталья Павлова родилась 30 сентября 1982 года в Казани. В 2001 году она окончила факультет хорового дирижирования Казанского музыкального училища имени И. В. Аухадеева. Своё образование Наталья продолжила в Москве, где в 2006 году закончила Московскую государственную консерваторию им. П. И. Чайковского по специальности «хоровое дирижирование».
Вокалу певица обучалась у педагога по Рафаэля Сирикяна. В 2007 году Наталья Павлова становится солисткой камерной капеллы «Русская консерватория» под руководством Н. П. Хондзинского. В составе коллектива она участвовала в российских премьерах произведений Г. Ф. Телемана, И. С. Баха и Я. Д. Зеленки.
В 2009 году Павлова выступает в качестве солистки Ансамбля песни и пляски имени А. В. Александрова.
С 2013 по 2017 год Наталья Павлова является солисткой Академии молодых оперных певцов Мариинского театра. На сцене Мариинского Наталья дебютирует в 2014 году, исполнив партию русалки в опере Н. А. Римского-Корсакова «Майская ночь» Н. А. Римского-Корсакова. В 2018 году Наталья начинает сотрудничать с Мариинским театром как приглашённая солистка.

## Творческая деятельность
Исполняет партии в постановках Мариинского театра, среди которых:

### Партии
- Лиу («Турандот» Дж. Пуччини)
- Микаэла («Кармен» Ж. Бизе)
- Ведьма («Гензель и Гретель» Э. Хумпердинка)
- Виолетта Валери («Травиата» Дж. Верди)
- Русалка(«Русалка» А. Дворжака)
- Первая дама («Волшебная флейта» Моцарта)
- Анна («Дневник Анны Франк» Г. Фрида)
- Неизвестная женщина («Письмо незнакомки» А. Спадавеккиа)
- Настасья Филипповна («Идиот» М. Вайнберга)
- Наташа («Не только любовь» Р. Щедрина)
- Царица Милитриса («Сказка о царе Салтане» Н. А. Римского-Корсакова)
- Сюзанна («Оранго» Д. Д. Шостаковича)
- Третья Русалка («Майская ночь» Н. А. Римского-Корсакова)
- Анна Ахматова («Анна» Л. Клиничева)[2]

Наталья работала с такими дирижёрами, как Валерий Гергиев, Эса-Пекка Салонен, Фуат Мансуров, Владимир Спиваков, Теодор Курентзис, Геннадий Рождественский, Ион Марин и Юрий Башмет.
Певица выступала в Софийской Опере (Болгария), Владикавказском театре оперы и балета, Театро Реджио (Италия), на сцене Ляйцхалле в Гамбурге, в Гамбургской Эльбской филармонии.
В 2015 году Наталья исполнила партию Сюзанны в опере Шостаковича «Оранго». Постановка прошла на фестивале стран Балтийского моря в Стокгольме и Хельсинки.
В 2016 певица году выступила на фестивале «Классика на Дворцовой площади» совместно с Анной Нетребко и Ильдаром Абдразаковым в Санкт-Петербурге. В 2017 году Наталья Павлова исполнила партию Анны в моноопере Григория Фрида «Дневник Анны Франк». Опера была впервые поставлена в России в 1972 году, но впоследствии была забыта на несколько десятилетий.

## Награды и премии
Лауреат II Международного конкурса молодых оперных певцов «Опера без границ» (I премия, Краснодар, 2015)

## Отзывы критиков
Здесь нет ни пышности, ни броскости, — только утончённая, несказанно красивая лирика. И голос исполнительницы Натальи Павловой — глубокий, прозрачный, чувственный — в полной мере соответствовал волшебству этих музыкальных зарисовок.
«Belcanto»
Образ Наташи в трактовке солистки Академии молодых оперных певцов Мариинского театра, сопрано Натальи Павловой, в вокально-актёрском аспекте выразителен, нежен, подкупающе лиричен.
«Belcanto»
По мере развития действия в драматическом дуэте с Жермоном (Алексей Марков) Павлова наконец-таки раскрылась и продемонстрировала сверкающую красоту тембра и теплую насыщенность звука. Её дальнейшее пение не вызывало нареканий и вселяло уверенность, что в лице уроженки Казани и выпускницы Московской консерватории Мариинский театр обрёл новую восходящую звезду.
«Петербургский театральный журнал»